# Волосівці
Воло́сівці — село в Україні, у Меджибізькій селищній територіальній громаді Хмельницького району Хмельницької області. Населення становить 558 осіб. Розташоване за 35 км від районного центру і за 25 км від залізничної станції Старокостянтинів на лінії Хмельницька—Шепетівка. Селищній громаді підпорядковане село Митківці.

## Історія

#### Історія села Волосівці від заснування до 1941 року.
На не високих пагорбах з нахилом на захід розкинулось село Волосівці Летичівського району. З сходу на південний захід протікає річка Красна притока Бужка. В районі села вона має кілька великих розливів, з яких утворено два ставка загальною площею 25 га (на сьогодні ця площа може бути іншою).
Рельєф навколо Волосівець хвилястий.грунти лісові темно підзолисті, в основному деградовані і чорноземні з наявністю гумусу, глини та піску.
Коли саме засноване село Волосівці достеменно не відомо.
В кінці XVIII століття поміщики поширювали свої землеволодіння, згоняючи селян з родючих земель, на не придатні мало родючі. В цей час багато селянських сімей з сіл Михунки, Золоторенки, Карпівці були зігнані з їх земель і переселені на горби теперішнього села Волосівці таМитківці.
На даний час села Золоторенки немає. Назву носить урочище і руїни бувшого села.
В кінці XVIII на початку XIX століття на одному з горбів Подільської височини безладно були розкидані не виличкі хати, криті соломою та очеретом. Будь- яких інших будівель, за винятком не великих прибудов не було. Це було типове панське село назви якого ні хто зараз не пам'ятає.
За річкою серед мальовничих луків, та садів знаходилась панська економія (маєток), в якому був управителем пан Сельванський. Це село було розташоване далеко від великих рік, залізниць чи інших шляхів сполучення. Навкруги цього кріпацького села по пагорбах і долинах, на більш родючих землях, простягалися панські лани, а далі починалась смуга лісів: дубових, грабових, березових. Всі ці землі, а також і село разом з людьми, належало польському магнатові князеві Чарторийскому.
Ці люди були вже не кріпосними, а вважались казенними поселянами. Вони платили, або відробляли «оброк».
До 1820 року в селі Волосівцінараховувалось 300 дворів, де проживало 1410 душ і в селі була утворена волость, від чого і пішла назва села Волосовець.
Для забезпечення панського спокою, при волості були старшини, урядник, стражники. «Потурбувались» і про селян, першу чергу про спасіння душ кріпацьких та оброчних. Для цього збудували церкву. Було також і місце, куди селяни відносили останні гроші. Для цього було аж дві корчми.
З 1836 року по 1865 рік в селі Волосівцях було військове поселення з жорстоким аракчеєвським режимом.В цей час частина села була виселена в Херсонську губернію, а на їх місце переселили мешканців бувшого села, що не далеко розташувалось від села Волосівці- Польові Михунки.
Найбільшим землевласником в цей час була церква.
Їй належало :
1) присадибна ділянка -6 десятин ;
2) орних земель- 30десятин;
3) угідь, пасовиськ -2160 десятин
В1823 році було засновано в селі (при волості) церковно приходську школу. В цій школі навчалось приблизно 20 дітей і то хлопчики, а навчав їх дяк. Діти були з різних сіл. Навчання було трирічним, але знання для учнів давалось дуже мало. По перше, сам учитель дяк був мало письменним, по друге навчання проводилось церковно слов'янською.
Село Волосівці здавна пишалося своїми садками. Горбиста місцевість додавала мальовничості і ландшафтної краси селу і оточуючим його садкам. На досить крутому затяжному пагорбі, колись буяли пишні садки, якими опікувалися тодішні хазяї. Саме від прізвищ власників і походили їх назви: Шереметів садок № 1, Шереметів садок № 2, (прізвище Шеремета було дуже поширеним у Волосівцях), Йосіньків садок, Грицанюків, Гулів, Стаськів садки. Садки між собою розмежовувалися ровами. У цих садках на площі понад 50 га. проростали в основному плодові дерева: сливки, черешні, волоські горіхи, яблуні, груші… В такому вигляді і статусі вони проіснували до колективізації (кінець 20-тих років ХХ ст..). Після колективізації вони стали колгоспними. У 80-тих роках ХХ століття у зв'язку з програмою екстенсивного землекористування більша частина цих садків була нещадно викорчувана, кілька років площа упорядковувалася і лише 2-3 роки засівалася зерновими культурами, які не давали високих урожаїв (востаннє в 1990 році). Саме на окраїні цих садків у середині ХІХ ст. поселився Варфоломій Голянтус («Джус») з синами після ліквідації села Польові Михунки і започаткували великий рід волосівських Голянтусів… Саме на цьому «кутку» жила Бакалець Домінікія, яка була однією з довгожительок Волосовець, їй Бог дав цілих 105 років життя…
В 1913 році промислом (столярством і теслярством) в селі займалось 8 чоловік, річний прибуток яких становив 960карбованців, а решта селян батракували в десяти куркулів і попа, яким належало майно, всі орні землі, луки пасовиська.
Після Жовтневої революції в кінці 1917 року обрано ревком на чолі з Дремлюгою Махтеєм. В1919 році була створена перша сільська рада, а в наступному році –комітет не заможного селянства.
В роки революції селяни одержали наділи землі, худобу, але радянська влада заганяла їх в радгоспи і колгоспи. В селі Волосівці такими активістами –агітаторами були Дремлюга Махтей, Карнаух Сава, Ковальский Валентин і інші.
Восени 1929 року з п'яти господарств було утворене товаритство яке мало 9 десятин землі і 5 коней.
Восени 1930 року товариство в своєму складі нараховувало 30 сімей і мало 50 десятин, 30 коней ,6 плугів, 8 возів. Очолював товариство Дремлюга Махтей.
На 1січня 1941 року колгосп «Червоний працівник» нараховував в своєму господарстві -1940 га орної землі , 163 голів великої рогатої худоби ,170 свиней 34 вівці, 374голови коней , 429 штук птиці.
Зростав культурний рівень села в 1935 році початкову школу перетворили в семирічну. В тому році відкрито клуб і бібліотеку.
10 липня 1941 року село було окуповане німецькими загарбниками.
(Записано на основі попередньо зібраних та опрацьованих матеріалів вчителями Волосовецікої школи. Пропущена або змінена радянська пропаганда.)
У радянські часи у селі розташовувалася центральна садиба колгоспу ім. Пархоменка, який обробляв 3,2 тис. га орної землі. В господарстві переважали зернові культури, тваринництво м'ясо-молочного напряму.

## Інфраструктура
У селі розташовані клуб, фельдшерсько-акушерський пункт, старостат.

## Населення
- 1196 осіб (1971)
- 558 осіб (2001)

### Мова
Розподіл населення за рідною мовою за даними перепису 2001 року:
| Мова       | Відсоток |
| ---------- | -------- |
| українська | 98,93 %  |
| російська  | 1,07 %   |

## Люди
- Ткачук Сергій Дмитрович (1961, с. Волосівці) — заслужений працівник транспорту України. Начальник служби руху Київського метрополітену.

За мужність, виявлену на фронтах Другої світової війни, орденом Леніна нагороджені ГІ. С. Поліщук і Т. П. Войтюк, трьома орденами Слави — Ф. А. Мартинков.